# Trattato di Rapallo (1920)
Il trattato di Rapallo fu un accordo internazionale firmato il 12 novembre 1920 a Rapallo tramite il quale l'Italia e il Regno dei Serbi, Croati e Sloveni stabilirono consensualmente i confini dei due Stati e le rispettive sovranità, nel rispetto reciproco dei principi di nazionalità e di autodeterminazione dei popoli.
Esso comportò l'annessione al Regno d'Italia di Gorizia, Trieste, Pola e Zara.

## Antefatti

### I Patti di Londra e la vittoria dell'Intesa

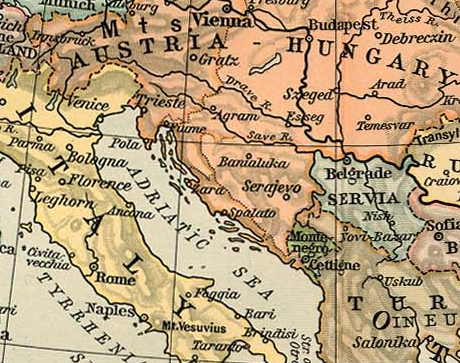
Le terre del Mare Adriatico nel 1911.

Allo scoppio della prima guerra mondiale, il Ministro degli affari esteri italiano Sidney Sonnino aveva operato come tutti i diplomatici di quel periodo, senza dare alcuna importanza al problema delle nazionalità che che pure era stato assai importante nelle precedenti guerre appena concluse nei Balcani ed  era evidente nel casus belli, cioè l'Attentato di Sarajevo. 
Sonnino aveva negoziato il Patto di Londra ritenendo che la guerra sarebbe stata breve e l'impero asburgico sarebbe sopravvissuto. Aveva quindi condizionato l'ingresso dell'Italia in guerra non solo al raggiungimento dei confini nazionali, ma anche al conseguimento di territori abitati da altre etnie (tra cui l'entroterra della Dalmazia, abitato da Slavi). In tale ottica, sia il Regno di Serbia sia le altre nazionalità slave dell'Impero erano viste non come alleati, ma come dei potenziali contendenti.
Con il Patto di Londra, stipulato in gran segreto il 26 aprile 1915, l'Italia s'impegnò dunque ad entrare in guerra a fianco di Russia, Francia e Regno Unito in cambio delle regioni del Trentino, dell'Alto Adige, della Venezia Giulia (con i territori di Trieste, Gorizia e Gradisca, Pola, l'Istria fino a Volosca, Mattuglie e Castua e le isole occidentali del Quarnaro, ma con l'esclusione di Fiume) e della Dalmazia settentrionale (con Zara, Sebenico e, nell'entroterra, Tenin, ma senza Spalato, Traù, Ragusa, Cattaro, Perasto e le altre città meridionali), della sovranità sul porto di Valona, della conferma del Dodecaneso e la rettifica dei confini in Africa orientale e in Libia. Inoltre era garantita la penetrazione economica italiana sulla provincia di Adalia, in Turchia, e un protettorato sull'Albania, pur essendo quest'ultima uno Stato indipendente e neutrale. Il 24 maggio 1915, l'Italia dichiarò guerra all'Austria.
Il problema dell'applicabilità del Patto di Londra alla Dalmazia si manifestò già in piena prima guerra mondiale, il 20 luglio 1917, con la firma, sull'isola di Corfù, della cosiddetta dichiarazione di Corfù da parte del Comitato jugoslavo (formato da politici esuli dell'Impero austro-ungarico e che rappresentavano le etnie slovena, serba e croata), con i rappresentanti del Regno di Serbia, e sponsorizzati politicamente da Gran Bretagna e Francia, sotto il principio dell'autodeterminazione dei popoli. L'accordo rese imprescindibile la creazione di un Regno dei Serbi, Croati e Sloveni sulle ceneri dell'Impero austro-ungarico.
Dopo oltre tre anni di battaglie nel Triveneto, la situazione si risolse a favore dell'Intesa con la decisiva Battaglia di Vittorio Veneto, che iniziò il 24 ottobre 1918 e che fu vinta dalle truppe di Diaz contro le forze imperiali; a Padova, il 3 novembre 1918, fu firmato l'armistizio e le truppe italiane occuparono Gorizia (7 novembre), allontanando il reggimento sloveno in ritirata che aveva occupato i punti nevralgici della città, Monfalcone, Trieste (3 novembre), Capodistria (4 novembre), Parenzo (5 novembre), Rovigno (5 novembre), Pola (5 novembre), Fiume - che si era autoproclamata italiana - (4 novembre), e Zara e Sebenico, cercando di spingersi addirittura fino a Lubiana, ma venendo fermate nei pressi di Postumia dai serbi.

### La Conferenza per la pace
Alla Conferenza per la pace i rappresentanti dell'Italia (Vittorio Emanuele Orlando e il Ministro per gli affari esteri Sidney Sonnino) chiesero l'applicazione integrale del Patto di Londra, e, in aggiunta, l'annessione della città di Fiume. Tali richieste si rivelarono in controtendenza con i princìpi della Conferenza per la pace. A Parigi, infatti, le potenze vincitrici accolsero i principi di nazionalità e di autodeterminazione dei popoli, quest'ultimo propugnato dal presidente statunitense Wilson, che non aveva sottoscritto il Patto di Londra. Wilson individuava infatti quattordici punti per una pace equa tra le nazioni: tra essi la “rettifica delle frontiere italiane secondo linee di demarcazione chiaramente riconoscibili tra le due nazionalità” (punto 9); “un libero e sicuro accesso al mare alla Serbia”, e delle “garanzie internazionali dell'indipendenza politica ed economica e dell'integrità territoriale degli stati balcanici” (punto 11).
La questione dei territori che sarebbero spettati agli italiani fu dibattuta a partire dal mese di febbraio, e in quell'occasione Orlando si ritrovò di fronte l'ostilità degli jugoslavi, che miravano a ottenere, oltre alla Dalmazia, anche il Carso, Gorizia, Trieste, Pola e l'Istria, e che l'11 febbraio proposero alla delegazione italiana di affidare al presidente degli Stati Uniti Woodrow Wilson la risoluzione delle controversie sui territori; il netto rifiuto degli italiani provocò disordini a Lubiana, Spalato e Ragusa di Dalmazia, ai quali Orlando rispose rivendicando con fermezza Fiume.
Fu proprio sulla questione legata alla città portuale che l'Italia aveva trovato la grande ostilità di Wilson, il quale, il 19 aprile, avanzò la proposta di creare uno stato libero di Fiume, spiegando che la città quarnerina doveva essere un porto utile per tutta l'Europa balcanica e che le rivendicazioni dell'Italia nei territori a est del Mare Adriatico andavano contro i quattordici punti da lui stesso fissati l'8 gennaio 1918 con l'obiettivo di creare una base per le trattative di pace, tanto da essere additate come "imperialiste". Fece pubblicare, sui giornali francesi, un suo articolo che ribadiva questi concetti.
Nello stesso giorno, il primo ministro italiano lasciò polemicamente Parigi: al suo rientro in Italia, le piazze lo accolsero con grande calore, mentre a Roma, Milano, Torino e Napoli si verificarono disordini presso consolati e ambasciate britanniche, francesi e statunitensi. Orlando fece ritorno a Parigi il 7 maggio, dopo che, il 29 aprile, la Camera aveva confermato la fiducia al suo governo. Ma la mossa di Orlando non ebbe l'effetto sperato e, al suo arrivo nella capitale francese, il politico italiano trovò un clima decisamente ostile nei suoi confronti, tanto che si rese conto dell'impossibilità di proseguire sulla propria linea e rassegnò le dimissioni.
Il 21 giugno 1919, Francesco Saverio Nitti ottenne da Re Vittorio Emanuele III l'incarico di formare un nuovo governo. Nitti ottenne la fiducia il 12 luglio; nuovo ministro degli esteri fu Tommaso Tittoni.

### La firma del trattato di Saint-Germain e l'occupazione di Fiume
Il 10 settembre seguente Nitti sottoscrisse il trattato di Saint-Germain, che definiva i confini italo-austriaci (quindi il confine del Brennero), ma non quelli orientali. Le potenze alleate, infatti, avevano autorizzato l'Italia e il neo-costituito regno dei Serbi, Croati e Sloveni (che nel 1929 avrebbe assunto il nome di Jugoslavia) a definire congiuntamente i propri confini. Immediatamente (12 settembre 1919), una forza volontaria irregolare di nazionalisti ed ex-combattenti italiani, guidata dal poeta Gabriele d'Annunzio, occupò militarmente la città di Fiume chiedendo l'annessione all'Italia.
Tra il popolo era dunque cresciuta la delusione per la cosiddetta "Vittoria mutilata" e la sfiducia verso le istituzioni era largamente aumentata dopo la caduta del gabinetto Orlando - arenatosi proprio sul progetto dell'espansione nei Balcani - e, soprattutto, dopo la firma del trattato di pace con la sola Austria. Nitti, nonostante gli fosse confermata la fiducia del governo, scelse di dimettersi il 16 novembre, preoccupato anche dalle agitazioni sul fronte interno degli operai e degli agricoltori. Le elezioni di dicembre decretarono la vittoria dei socialisti e l'esecutivo fu affidato ancora a Nitti.
Nel maggio 1920, a Pallanza, il nuovo Ministro degli affari esteri Vittorio Scialoja iniziò i negoziati con i rappresentanti jugoslavi; tali colloqui non ebbero esito in quanto la controparte insisteva per la fissazione dei confini sulla cosiddetta “Linea Wilson”, che portava il confine a pochi chilometri da Trieste e - chiaramente - l'esclusione di Fiume dalle richieste italiane. Ne conseguirono le dimissioni del Governo Nitti II, nel giugno 1920.

## Genesi e conclusione del trattato di Rapallo

### I negoziati e la riunione di villa Spinola

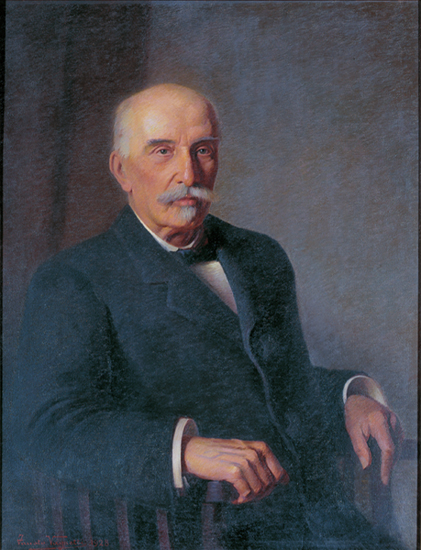
Giovanni Giolitti

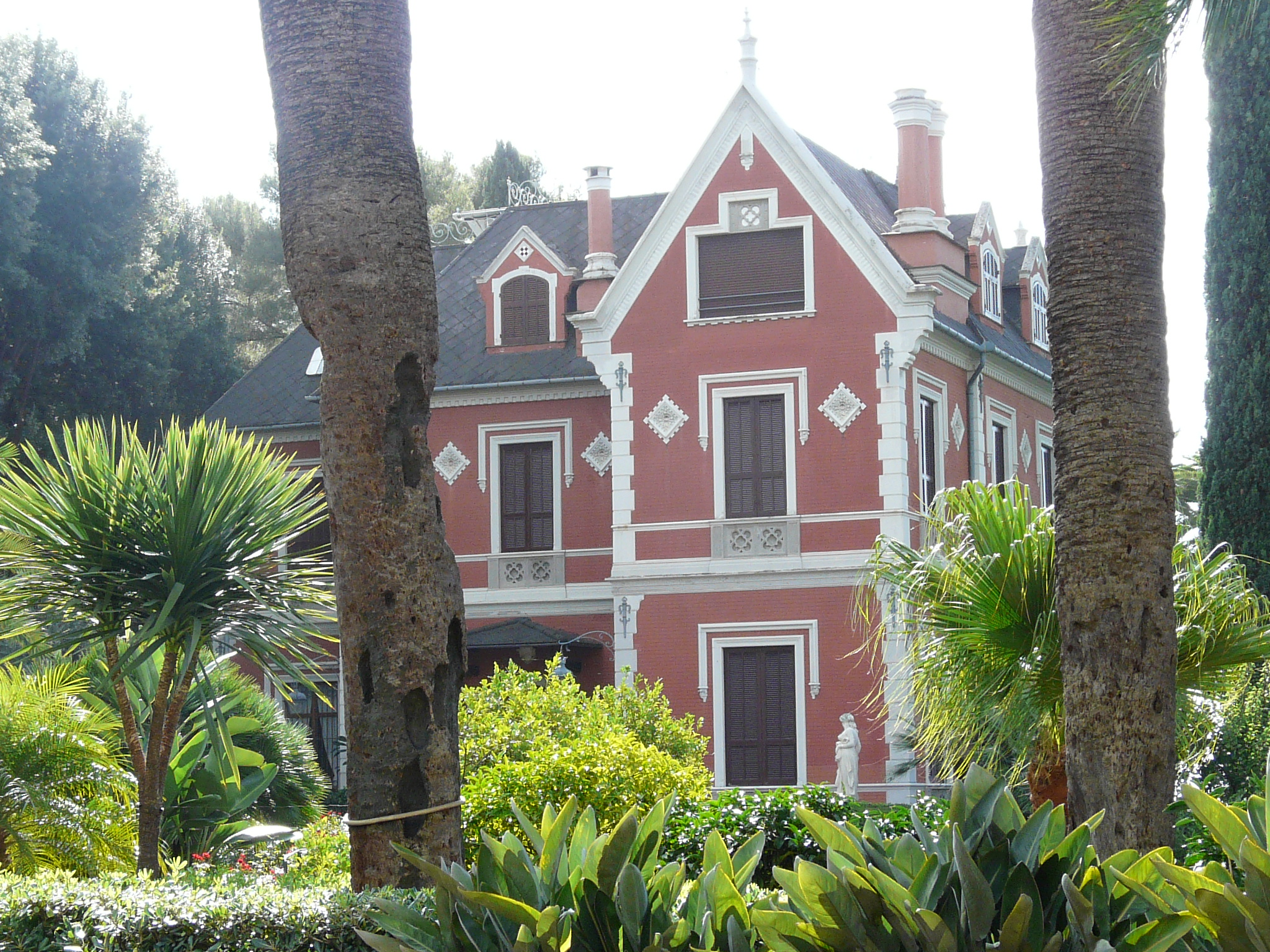
Villa del Trattato, sede del convegno

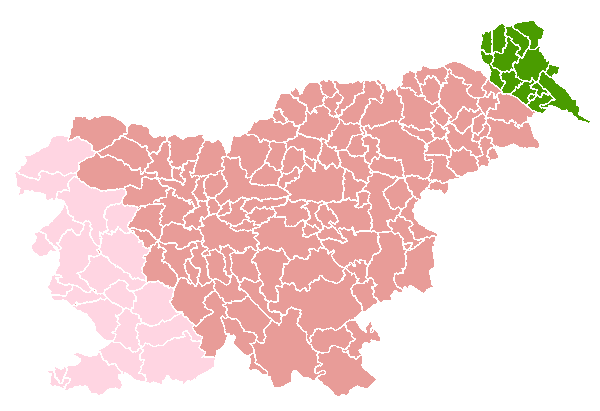
L'attuale Slovenia: in rosa chiaro la parte della Venezia Giulia appartenuta all'Italia dal 1920 al 1947

Il ministro degli Esteri Carlo Sforza

Giovanni Giolitti, che successe a Nitti il 15 giugno 1920, ereditò da quest'ultimo la questione adriatica e il problema della definizione dei confini orientali. A tal fine, scelse Carlo Sforza come Ministro degli affari esteri. Quest'ultimo, allo scoppio della prima guerra mondiale, era politicamente collocato nelle file dell'interventismo democratico. La sua visione della guerra era conforme a quella mazziniana e risorgimentale, secondo cui la dissoluzione dell'Impero austro-ungarico sarebbe stata ineluttabile, dovuta al risveglio delle nazionalità oppresse. Diplomatico di carriera, tra il 1916 e il 1918, Sforza aveva rivestito la carica di ministro plenipotenziario presso il governo serbo - rifugiatosi a Corfù - e si trovò a gestire diplomaticamente il nodo dei rapporti transadriatici, in contrasto con il suo superiore politico Sidney Sonnino. In tale veste aveva stretto ottimi rapporti con i rappresentanti politici serbi, che conosceva personalmente.
Una delle prime iniziative adottate da Sforza, fu l'evacuazione delle truppe d'occupazione italiane in Albania, mantenendo una sola guarnigione sull'isoletta di Saseno. Tale operazione fu attuata anche in vista di una normalizzazione dei rapporti italo-jugoslavi.
A latere della Conferenza interalleata di Spa, nel luglio 1920, Sforza ebbe tre colloqui con il Ministro degli esteri del regno dei Serbi, Croati e Sloveni Ante Trumbić. Nel terzo di tali colloqui, che si tenne il 17 luglio, Trumbić espresse a Sforza il desiderio di riprendere i colloqui interrotti a Pallanza. Il ministro degli Esteri italiano rispose di condividere la necessità di riprendere il negoziato, ritenendo peraltro che ogni precedente risoluzione doveva considerarsi azzerata. Sforza si disse favorevole alla costituzione di uno Stato indipendente fiumano, ma aggiunse di considerare essenziale un confine fissato sulle Alpi Giulie, coincidente con quello naturale tra i due Regni, e l'integrazione in favore dell'Italia di alcune isole adiacenti, quali Cherso e Lussino ed altre da definire. Affermò, infine, di essere disposto ad affrontare qualsiasi passeggera impopolarità nel suo paese, pur di difendere gli interessi permanenti dell'Italia e della pace tra i due Regni.
Nelle settimane successive Trumbić si recò a Londra e a Parigi, al fine di premere sui governanti inglesi e francesi sulle pretese del nuovo governo italiano. Il ministro jugoslavo fu tuttavia diplomaticamente ben contrastato dal ministro Sforza, che, in entrambi i casi, fece illustrare ai governanti alleati la posizione italiana dai propri ambasciatori. Contemporaneamente, Sforza inviò dei dispacci dettagliati ai suoi colleghi inglese e francese, ed anche a Washington, circa la linea di confine che definiva non negoziabile con gli jugoslavi, acquisendone l'appoggio diplomatico. Infine, Sforza dette istruzioni all'ambasciatore italiano a Belgrado di far presente al Primo ministro jugoslavo Milenko Vesnić, che l'evacuazione dell'Albania da parte delle truppe italiane, e la non annessione italiana di Fiume, costituivano due atti, da parte dell'Italia, che il governo jugoslavo doveva, giustamente, apprezzare.
Il negoziato fu fissato a partire dal 7 novembre successivo, nella Villa Spinola (oggi conosciuta anche come "Villa del Trattato"), nel borgo di San Michele di Pagana presso Rapallo. Sforza era accompagnato dal Ministro della guerra Ivanoe Bonomi; solo a trattative ultimate, per la firma dell'accordo, fu raggiunto dal Primo ministro Giolitti. La delegazione jugoslava era composta dal Primo ministro Vesnić, dal ministro Trumbić e dal Ministro delle finanze Kosta Stojanović.
Sin dalla prima riunione, apertasi l'8 novembre alle ore 9.30, Sforza pose sul tavolo le sue condizioni: la fissazione della frontiera terrestre allo spartiacque alpino da Tarvisio al Golfo del Quarnaro, compreso il Monte Nevoso; la costituzione del territorio di Fiume in Stato libero indipendente, collegato all'Italia da una striscia costiera, l'assegnazione all'Italia della città di Zara e delle isole di Cherso, Lussino, Lagosta e Pelagosa. Nei due giorni successivi, si tentò ancora, da parte di Belgrado, di avvicinare gli ambasciatori inglese e francese, al fine di premere sui rappresentanti italiani, ma senza alcun esito. La mattina del 10 novembre, Sforza poté, dunque, insistere su tutti i punti richiesti, salvo che per l'isola di Lissa, che, inizialmente, faceva parte delle richieste italiane. Infine, superando anche le ultime riserve relative al passaggio di Zara all'Italia, la sera del 10 novembre, Ante Trumbić comunicò a Sforza di accettare le frontiere proposte dal governo italiano. L'accordo venne sottoscritto il 12 novembre 1920.
Un successivo accordo, firmato il 25 novembre 1920 a Santa Margherita Ligure, prevedeva una serie di intese economiche e finanziarie tra i due paesi e, il 12 novembre, i due governi sottoscrissero una convenzione antiasburgica per la mutua difesa delle condizioni del precedente Trattato di Saint-Germain.

### Il trattato articolo per articolo
ad occidente del confine di Rapallo: Territorio, abitato quasi esclusivamente da sloveni, appartenente al Regno d’Italia dal 1920 al 1945 e passato alla Jugoslavia dopo la seconda guerra mondiale (dal 1991 assegnato alla Slovenia).
     Territorio etnicamente misto (italiani e sloveni) appartenente al Regno d’Italia dal 1920 al 1947, e assegnato alla Jugoslavia dopo la seconda guerra mondiale
(dal 1991 assegnato alla Slovenia).
     Territorio etnicamente misto (italiani e sloveni), appartenente al Regno d’Italia dal 1920 al 1947, e assegnato alla Repubblica d'Italia dopo la seconda guerra mondiale.
     ad occidente del confine di Rapallo:Territorio etnicamente misto (italiani e croati) a maggioranza croata, appartenente al Regno d’Italia dal 1920 al 1947 e passato alla Jugoslavia dopo la seconda guerra mondiale (dal 1991 assegnato alla Croazia);
     Territorio etnicamente misto (italiani e croati) a maggioranza italiana, appartenente al Regno d’Italia dal 1920 al 1945, e assegnato alla Jugoslavia dopo la seconda guerra mondiale (dal 1991 assegnato alla Croazia).
     Aree annesse all'Italia nel 1920 e rimaste italiane anche dopo il 1947;
     Area annessa all'Italia nel 1920, passate al Territorio Libero di Trieste nel 1947 con i trattati di Parigi e assegnata definitivamente all'Italia nel 1975 con il trattato di Osimo;
     Area annessa all'Italia nel 1920, passata al Territorio Libero di Trieste nel 1947 con i trattati di Parigi e assegnata definitivamente alla Jugoslavia nel 1975 con il trattato di Osimo;
     Area annessa all'Italia nel 1920, assegnata all'Italia nel 1920 con il trattato di Rapallo (con ritocchi del suo confine nel 1924 dopo il trattato di Roma) e che fu poi ceduta alla Jugoslavia nel 1947 con i trattati di Parigi.
(Introduzione del trattato di Rapallo)
- Con l'Articolo I, si ridisegnarono i confini nella parte orientale; Trieste, Gorizia e Gradisca, l'Istria e alcuni distretti della Carniola (Postumia, Bisterza, Idria, Vipacco) furono annesse all'Italia. La linea di confine stabilita dal trattato iniziava sul monte Forno, passava per il Monte Gialuz, e per il monte Tricorno, sfiorava pendici occidentali del monte Blegos e le falde orientali del monte Nevoso per terminare sul confine dello Stato libero di Fiume. [11]
- Con l'Articolo II, Zara fu assegnata all'Italia.
- L'Articolo III stabilì come sarebbero state spartite le isole del Quarnaro: Cherso, Lussino, Pelagosa e Lagosta furono assegnate all'Italia, mentre le altre isole, precedentemente proprietà dell'Impero austro-ungarico, andarono al Regno dei Serbi, Croati e Sloveni.
- Con l'Articolo IV, nacque ufficialmente lo Stato libero di Fiume. Lo Stato doveva avere per territorio un cosiddetto "Corpus separatum", "delimitato dai confini della città e del distretto di Fiume", ed un'ulteriore striscia di territorio che ne garantisse la continuità territoriale con il Regno d'Italia.
- L'Articolo V stabilì il metodo con cui sarebbero stati tracciati i confini; in caso di divergenze sarebbe stato chiesto l'ausilio del Presidente della Confederazione Elvetica.
- Con gli Articoli VI e VIII furono organizzati degli incontri durante i quali si sarebbe discusso sui temi dell'economia e della cultura, al fine di mantenere saldi i rapporti tra i due Regni. Gli accordi economici furono successivamente approvati e firmati a Roma il 23 ottobre 1922.
- Nell'Articolo VII fu elencata una serie di risoluzioni a problematiche relative alla cittadinanza che sarebbero sorte in seguito al passaggio dei territori all'Italia.
- L'Articolo IX esplicò la modalità con cui era stato redatto il trattato, che si chiudeva con le firme dei sei Plenipotenziari.

## Avvenimenti successivi
In base al trattato di Rapallo 356.000 sudditi dell'Impero austro-ungarico di lingua italiana ottennero la cittadinanza italiana, mentre circa 15.000 di essi divennero sudditi del Regno dei Serbi, Croati e Sloveni.
Contemporaneamente però si ritrovarono entro i confini del Regno d'Italia, secondo i vecchi censimenti asburgici, anche 490.000 Croati e Sloveni (di cui circa 170.000 Croati e circa 320.000 Sloveni - di questi ultimi circa 190.000 risiedevano nei distretti di Tolmino, Gorizia-circondario, Sesana, Volosca, Idria e Fusine, Vipacco, Postumia e Bisterza, nei quali gli Sloveni rappresentavano la quasi totalità (99%) della popolazione.)
Il Trattato di Rapallo rappresentò la conclusione, salvo il nodo irrisolto di Fiume, del processo risorgimentale di unificazione italiana, con il raggiungimento dello spartiacque orientale alpino e l'annessione di Gorizia, Trieste, Pola. La rinuncia italiana ai territori dalmati, etnicamente slavi, non compromise il controllo italiano sul Mare Adriatico, garantito dal possesso di Pola e di Zara, delle isole di Cherso, Lussino, Lagosta, Pelagosa e dell'isola di Saseno. Infine, la città di Fiume, costituita in Stato indipendente, acquisiva uno status internazionale simile a un Principato di Monaco italofono sul Mare Adriatico.
Tuttavia, nonostante i suoi brillanti interventi in Parlamento, il ministro Sforza, ancora agli esordi della carriera politica, ebbe difficoltà a misurarsi nelle piazze nell'illustrazione e nella difesa della bontà del Trattato ed a confutare il concetto di "vittoria mutilata" introdotto da D'Annunzio. La stessa maggioranza parlamentare accettò il Trattato come una necessità della situazione e non, in base alle premesse sostenute da Sforza, come presupposto per una politica italiana di pace e di sviluppo oltre Adriatico.
(Carlo Sforza Discorsi parlamentari, Roma, 2006, p. 87.)
Il Governo Giolitti V, indebolito dalle elezioni generali del 1921, rassegnò le dimissioni il 27 giugno 1921. Sforza rifiutò di essere confermato al Ministero degli Esteri, così come gli aveva proposto il nuovo Capo del Governo ed ex collega di trattative a Rapallo, Ivanoe Bonomi, e ritornò nella carriera diplomatica, accettando di divenire Ambasciatore a Parigi.

### Le conseguenze a Fiume
Nonostante la firma del trattato di Rapallo, che istituiva lo Stato libero di Fiume, Gabriele d'Annunzio, che l'8 settembre aveva pubblicato la Carta del Carnaro e si era proclamato governatore, rifiutò categoricamente di lasciare Fiume: questo malgrado la situazione economica della città, dopo oltre un anno di isolamento, non fosse nelle condizioni migliori, tanto che tra la cittadinanza e i volontari erano cominciati a serpeggiare malcontento e antipatia nei confronti dell'eccentrico Vate. Persino Mussolini, che aveva appoggiato anche finanziariamente l'iniziativa dell'intellettuale, approvò il trattato di Rapallo, definendolo "unica soluzione possibile" per uscire dal periodo di stasi che caratterizzava ormai la politica estera italiana.
Il governo italiano optò per un ultimatum e impose ad un d'Annunzio sempre più isolato di abbandonare la città con le truppe entro il 24 dicembre; dopodiché, nel caso avesse resistito, si sarebbe mosso l'esercito italiano. D'Annunzio sottovalutò gli avvertimenti del governo. Convinto che mai Roma avrebbe attaccato Fiume, mantenne la sua posizione e così fecero i suoi uomini, fino alla vigilia di Natale, alle sei di sera, quando il primo colpo di cannone sparato dalla corazzata Andrea Doria sventrò la residenza fiumana del poeta. Quest'ultimo rimase illeso ma optò, il 31 dicembre, per la resa, dopo che negli scontri con l'esercito italiano della settimana precedente quasi cinquanta uomini, tra legionari, civili e militari del regio Esercito, avevano perso la vita (Natale di sangue). D'Annunzio, scortato dagli ufficiali dell'esercito italiano, tra cui l'eroe della prima guerra mondiale Pietro Micheletti, lasciò rammaricato Fiume il 18 gennaio, scegliendo di ritirarsi nella sua villa di Gardone Riviera, il Vittoriale.
La vita dello Stato libero di Fiume poté avere inizio. Dopo il 1922 e la marcia su Roma, i fiumani si divisero tra autonomisti e fascisti, accrescendo così le tensioni interne. Ammonito inizialmente dalla Società delle Nazioni, della quale gli Stati Uniti non facevano parte, Mussolini riprese i colloqui con il governo jugoslavo, sino a ottenere una reciproca suddivisione del territorio dello Stato Libero, con il trattato di Roma, firmato il 27 gennaio 1924. Fiume diventò dunque città e capoluogo di provincia italiano fino alla seconda guerra mondiale, ma non conseguì mai quel decollo economico che gli ideatori dello Stato Libero avevano ipotizzato.